# Peliyagoda
Peliyagoda és un suburbi de Colombo ciutat a la Província Occidental de Sri Lanka. La població el 2001 era de 29.880 habitants i el 2011 de 28.784 habitants. L'autopista de l'Aeroport E03 té accés per la Toll Plaza. Té un important mercat de peix.